# Cây đời (phim)
Cây đời (tựa gốc tiếng Anh: The Tree of Life) là một bộ phim điện ảnh chính kịch sử thi và thể nghiệm của Mỹ công chiếu năm 2011 do Terrence Malick làm đạo diễn kiêm tác giả kịch bản. Phim có sự tham gia diễn xuất của Brad Pitt, Sean Penn, Hunter McCracken, Laramie Eppler, Jessica Chastain, và Tye Sheridan trong vai diễn điện ảnh đầu tay của anh. Tác phẩm ghi lại nguồn gốc và ý nghĩa của sự sống thông qua ký ức thời thơ ấu của một người đàn ông tuổi trung niên về gia đình sống ở Texas thập niên 1950, xen lẫn với hình ảnh về nguồn gốc của vũ trụ và khởi đầu của sự sống trên Trái Đất.
Sau nhiều năm phát triển và lỡ dở ngày phát hành vào các năm 2009 và 2010, Cây đời đã có buổi công chiếu tại hạng mục tranh cử chính của Liên hoan phim Cannes 2011, và giật giải Cành cọ vàng. Phim xếp ở hạng nhất trong "Top 10 phim hay nhất năm 2011" trên chuyên trang đánh giá phim Metacritic, và có mặt trong nhiều danh sách phim hay nhất cuối năm 2011 của giới phê bình hơn bất kì bộ phim nào khác. Tác phẩm có mặt trong cuộc bầu chọn top 250 phim hay nhất thế giới của Sight & Sound năm 2012 cũng như cuộc bầu chọn những phim Mỹ xuất sắc nhất của BBC, trở thành một trong số ít tác phẩm điện ảnh của thế kỉ 21 có tên trong cả hai cuộc bầu chọn kể trên. Sau đó phim còn được vinh danh là phim xuất sắc thứ 7 kể từ năm 2000 trong cuộc bầu chọn của BBC từ 177 nhà phê bình. Tháng 12 năm 2019, Cây đời đứng đầu danh sách những bộ phim hay nhất thập niên 2010 của The Associated Press. Cây đời đã nhận ba đề cử Oscar: Phim hay nhất, Đạo diễn xuất sắc nhất và Quay phim xuất sắc nhất.